# Douglas Aircraft
Douglas Aircraft Company («Ду́глас», /ˈdʌɡləs ˈɛəkrɑːft/ чит. «Да́глэс», традиционный вариант перевода «Дуглас эркрафт») — бывшая американская авиастроительная компания, располагавшаяся в г. Санта-Моника (Калифорния). 
Была основана Дональдом Дугласом-старшим в 1921, а в 1967 году объединилась с McDonnell Aircraft для создания компании McDonnell Douglas. После слияния компания Douglas Aircraft Company являлась подразделением McDonnell Douglas. В 1997 году McDonnell Douglas вошёл в состав Boeing Company.

## История

### Начало
Douglas Aircraft Company была основана Дональдом Дугласом 22 июля 1921 года в Калифорнии после распада Davis-Douglas Company. Первым шагом к известности стал кругосветный перелёт на самолёте Douglas в 1924 году. Годом ранее Воздушная служба армии США решила первой облететь весь мир на самолёте. Программа получила название «World Flight» («Мировой перелёт»). Дональд Дуглас предложил для перелёта модифицированный самолёт Douglas DT. Двухместный торпедоносец с открытой кабиной ранее поставлялся для ВМФ. Самолёты для подготовки к кругосветному полёту были отобраны на сборочных заводах компании в Рок-Айленде и Дайтоне.
Модифицированный самолёт, получивший название Douglas World Cruiser (DWC), стал первым крупным проектом Джека Нортропа, разработавшего топливную систему для модели. После успешных испытаний прототипа 19 ноября 1923 года армия заказала Дугласу производство четырёх серийных самолётов. В связи со значительностью предстоящего мероприятия было заказано большое количество запасных частей, включая 15 запасных двигателей Liberty L-12, 14 дополнительных комплектов поплавков и запасные части фюзеляжа, которых было достаточно для сборки двух новых самолётов. Все они были разосланы по пути следования экспедиции. Последний самолёт серии был передан заказчику 11 марта 1924 года.
После успеха World Cruiser армия заказала ещё шесть таких машин в качестве разведывательных. Успех перелёта сделал Douglas Aircraft Company авторитетной самолётостроительной компанией и привел к появлению девиза компании «First Around the World — First the World Around» («Первые вокруг света — первые во всём свете»). Компания также разработала логотип с изображением самолёта, огибающего земной шар; он сменил предыдущий — сердце с крыльями. Логотип с тех пор изменился в деталях — самолёт, огибающий земной шар, превратился в ракету — однако дожил до наших дней, став сначала эмблемой McDonnell Douglas Corporation, а затем основой для нынешнего логотипа компании Boeing.

### Предвоенный период
Компания больше всего известна коммерческими самолётами под обозначением «DC» («Douglas Commercial» — «коммерческий самолёт Douglas»). Среди них — одна из культовых моделей компании DC-3, которая также производилась в военно-транспортном варианте под названием Douglas C-47 Skytrain или «Dakota».
Douglas создала большое количество самолётов для армии, ВМФ и ВВС США. Сначала компания строила торпедоносцы для ВМФ США, однако затем на их основе были разработаны другие варианты, включая самолёты-разведчики и гражданские почтовые самолёты. Уже на пятом году своего существования компания строила более 100 самолётов в год.
Не оставляя рынок военных заказов, компания расширила производство за счёт разработки в конце 1920-х годов самолётов-амфибий. Предприятие переехало в новый производственный комплекс в Кловер Филд, Калифорния. Здание было настолько большим, что девушки-курьеры использовали роликовые коньки для доставки внутрикорпоративной почты.
В 1934 г. Douglas создал двухмоторный коммерческий самолёт DC-2, а затем в 1936 году знаменитый DC-3. Широчайший спектр самолётов, производимых компанией, включал авиалайнеры, лёгкие и средние бомбардировщики, истребители, транспортные и разведывательные самолёты, экспериментальные модели.
Самолёты Douglas всегда отличались очень долгим сроком эксплуатации. Выпущенные ещё до войны DC-3 и C-47 до сих пор эксплуатируются даже на пассажирских рейсах (см. Buffalo Airways).
Среди тех, кто начинал работать в Douglas в этот период, были Эд Хайнеманн (известный авиаконструктор), Джеймс Киндельбергер (президент North American Aviation и Джек Нортроп (основатель Northrop Corporation).

### Вторая мировая война
Вторая мировая война послужила развитию Douglas. В период с 1942 по 1945 г.г. компания произвела почти 30 тысяч самолётов, а штат сотрудников увеличился до 160 тысяч человек. Компания производила самолёты C-47, DB-7 (известный как A-20, Havoc или Boston), Dauntless и A-26 Invader.
Douglas вступил в консорциум BVD (Boeing-Vega-Douglas) для разработки Boeing B-17 Flying Fortress. После войны Douglas по лицензии строил ещё один самолёт Boeing — B-47 Stratojet.
К концу войны Douglas, помимо завода в Санта-Монике, имел производственные предприятия в Эль-Сегундо, Лонг-Бич, Торрансе, Талсе, Мидуэст-Сити и Чикаго.

### Послевоенный период
Douglas сильно пострадал от сокращения военных заказов и избытка произведённых самолётов. Компания сократила почти 100 тысяч человек.
ВВС армии США начали проект Project RAND (Research ANd Development — на русский язык можно перевести как «НИОКР») с целью долгосрочного планирования перспективных видов вооружений. В марте 1946 г. Douglas Aircraft Company получила контракт на изучения межконтинентальной войны. Позже проект RAND превратился в RAND Corporation.
Douglas продолжал разработку новых самолётов, включая появившийся в 1946 году успешный четырёхмоторный Douglas DC-6 и разработанный в 1953 году последний винтовой коммерческий самолёт фирмы Douglas DC-7. Компания переключилась на реактивную тягу, создав для военных сначала модель F3D Skyknight (1948 г.), а затем более совершенную модель F4D Skyray (1951 г.). Douglas также создавал коммерческие реактивные самолёты. В частности, в 1958 году появился Douglas DC-8, конкурент реактивного Boeing 707.
Douglas стал пионером и в смежных областях, в частности в разработке катапультных кресел, ракет «воздух-воздух», «поверхность-воздух» и «воздух-поверхность», ракет-носителей, бомб и подвесов для бомб. Стремясь прочнее утвердиться в ракетном секторе, Douglas в 50-х годах перешёл от разработки отдельных ракет к ракетным системам, начав в 1956 году работы в рамках программы Nike и став головным подрядчиком в разработке баллистической ракеты воздушного базирования GAM-87 Skybolt и баллистической ракеты Thor. Douglas активно сотрудничал с NASA, в частности, разрабатывал третью ступень тяжёлой ракеты Saturn V.

### Слияния
В 1967 году компания столкнулась с проблемой расширения производства для удовлетворения спроса на пассажирские авиалайнеры DC-8 и DC-9 и штурмовик A-4 Skyhawk. Проблемы с качеством и финансированием, расходы на разработку DC-10, а также издержки, связанные с войной во Вьетнаме, вынудили Douglas пойти на объединение с McDonnell Aircraft Corporation, чтобы создать единую корпорацию McDonnell Douglas. Douglas Aircraft Company стала подразделением McDonnell Douglas, а космическое и ракетное отделение вошли в новую компанию McDonnell Douglas Astronautics Company.
В 1997 году McDonnell Douglas вошёл в состав Boeing Company. Boeing объединил Douglas со своим подразделением Boeing Commercial Airplanes, поставив точку в 75-летней истории Douglas Aircraft Company. Последним коммерческим самолётом, построенным в Лонг Бич, стал Boeing 717 (третье поколение Douglas DC-9), производство которого было прекращено в мае 2006 года. К 2011 году C-17 Globemaster III остаётся единственным самолётом, собираемым на этом заводе.

## Самолёты
- DT-1 (1921)
- DWC (1923)
- O-2 (1924)
- C-1 (1925)
- M-1 (1925)
- T2D (1927)
- BT-1/BT-2 (1930)
- Dolphin (1930)
- O-31 (1930)
- B-7/O-35 (1931)
- XT3D (1931)
- DC-1 (1933)
- DC-2 (1934)
- O-43 (1934)
- B-18 Bolo (1935)
- DC-3 (1935)
- TBD Devastator (1935)
- O-46 (1936)
- Douglas DB-7 Boston / A-20 Havoc (1938)
- SBD Dauntless (1938)
- DC-4E (1938)
- B-23 Dragon (1939)
- DC-4 (1939)
- DC-5 (1939)
- Douglas XB-19 (1941)
- A-26 Invader (1942)
- BTD Destroyer (1943)
- XA-42/XB-42 (1944)
- A-1 Skyraider (1945)
- C-74 Globemaster (1945)
- XB-43 (1946)
- DC-6 (1946)
- D-558-1 Skystreak  (1947)[15]
- D-558-2 Skyrocket (1948)
- F3D Skyknight (1948)
- C-124 Globemaster II (1949)
- A2D Skyshark (1950)
- F4D Skyray (1951)
- A-3 Skywarrior (1952)
- X-3 Stiletto (1952)
- A-4 Skyhawk (1954)
- B-66 Destroyer (1954)
- DC-7 (1953)
- F5D Skylancer (1956)
- C-133 Cargomaster (1956)
- F6D Missileer (1958)
- DC-8 (1958)
- DC-9 (1965)
- DC-10 (1971)
- YC-15 (1975)
- MD-80 (1980)
- MD-11 (1990)
- C-17 Globemaster III (1991)
- MD-90 (1993)

## Ракеты и космические аппараты

### Исследовательские проекты
В рамках космической программы США, в начале 1960-х гг. инженеры компании «Дуглас» разработали несколько проектов.
Космические аппараты для исследования Луны и околоземного космического пространства:
- Орбитальная космическая обсерватория крестообразной формы (Space Observatory) раздельного вывода на орбиту (по частям) и конечной сборки непосредственно на орбите;
- Пилотируемый грузопассажирский космический корабль (Supply and Escape Vehicle) для снабжения орбитальных космических станций и транспортировки членов экипажа;
- КА вертикального взлёта и посадки с реактивным двигателем (Lunar VTOL Vehicle) для забора проб лунного грунта и горной породы;
- Лунный грузовик (Lunar Cargo Handler) для погрузочно-разгрузочных работ с пробами лунных грунтов и скальных пород;
- Лунный автомобиль технического обслуживания на надувных катках (Lunar Service Vehicle) для выполнения технических задач;
- Луномобиль с гуcеничным движителем и двухместной эллипсоидной кабиной экипажа (Lunarmobile) для исследования территории Луны методом объезда.

Космические аппараты для исследования планет Солнечной системы:
- Пилотируемый космический корабль с ядерной силовой установкой (Nuclear Space Ship);
- Пилотируемый космический корабль с комбинированной ядерно-электрической силовой установкой и корпусом в виде розы ветров (medium-thrust, nuclear-electric space ship) для межпланетных перелётов на Марс и Венеру и обратно.

### Ракетное вооружение и техника
- Roc I
- AAM-N-2 Sparrow I (1948)
- AIR-2 Genie (1956)
- Nike Ajax (1959)
- Nike Hercules
- Nike Zeus
- Honest John
- Thor
- GAM-87 Skybolt
- Delta
- S-IV[англ.] — вторая ступень ракеты Сатурн-1
- S-IVB — вторая ступень ракеты Сатурн-1Б, третья ступень ракеты Сатурн-5

## Плавсредства
- Двухместные подводные лодки для полуавтономных действий в привязке к судам-носителям (десантным кораблям-докам) — проект, 1961 г.[17]